# Erinnerungsabzeichen „25 Jahre Volkspolizei“
Das Erinnerungsabzeichen „25 Jahre Volkspolizei“ war eine im Fachbereich des Ministeriums des Innern (MdI) der Deutschen Demokratischen Republik (DDR) verliehene nichtstaatliche Jubiläumsauszeichnung, welche anlässlich des 25. Jahrestages der Gründung der Volkspolizei am 1. Juli 1970 in einer Stufe gestiftet wurde. 
Die aus Plastik gefertigte Medaille ist rund, silberngrau gehalten und zeigt innerhalb der Umschrift: FÜR DEN SCHUTZ DER ARBEITER-UND-BAUERN-MACHT einen Polizeistern mit zentralem Staatswappen der DDR. Getragen wurde die Medaille nur am Jahrestag an einer rechteckigen Spange, auf der auf grünen gekörnten Grund die Jahreszahlen 1945-1970 zu lesen sind. 1945 deshalb, weil das MdI auch die Dienstzeiten von VP-Angehörigen in der sowjetischen Besatzungszone anerkannt hatte.
Eine der ersten Verleihungen erfolgte an den Minister für Staatssicherheit Erich Mielke schon am 16. Januar 1970.